# HB-Männchen
Das HB-Männchen ist eine Zeichentrickfigur, mit der der Tabakwarenhersteller British American Tobacco (BAT) für die Zigarettenmarke HB warb. Bruno, so der inoffizielle Name der Figur, ist eine der bekanntesten Werbefiguren in der Geschichte des deutschen Werbefernsehens.

## Konzept
Die Werbefilme in Kino und Fernsehen mit Bruno folgten stets demselben Schema: Der anfangs gutgelaunte Bruno (häufig summte er zu Beginn des Spots die Melodie des Liedes Freut euch des Lebens) verwandelte durch seine Ungeschicklichkeit eine harmlose Alltagssituation in eine Kette sich steigernder Katastrophen, über die er sich in einer unverständlichen Sprache immer mehr aufregte. Bei der Sprache handelte es sich um Arabisch, das rückwärts mit doppelter oder – entsprechend der zunehmenden Aufregung – noch höherer Geschwindigkeit abgespielt wurde. Auf dem Höhepunkt seines Wutanfalls ging der cholerische Bruno buchstäblich in die Luft. Es folgte der aus dem Off mit besänftigender Stimme gesprochene Slogan: „Halt, mein Freund! Wer wird denn gleich in die Luft gehen? Greife lieber zur HB!“ Bruno schwebte entspannt auf den Boden zurück und klärte, begleitet von dem Satz „Dann geht alles wie von selbst“, mit einer Zigarette in der Hand mühelos die Situation. Die Zigarette wurde damit als Problemlöser und Entspannungsmittel beworben, ein Konzept, das noch heute bei vielen Produkten eingesetzt wird.

## Geschichte und Produktion
Werbespots mit Bruno wurden von 1957 bis 1984 von Werbe Gramm – heute Grey – zusammen mit der Filmgesellschaft Kruse-Film produziert, nach dem Werbeverbot für Zigaretten im Fernsehen (1974) aber nur noch im Kino gezeigt. In den 1960er Jahren brachte es das HB-Männchen auf einen Bekanntheitsgrad von 96 Prozent der Zuschauer. In dieser Zeit war HB die bekannteste Zigarettenmarke in Deutschland.
Schöpfer der Figur, die anfangs noch in Schwarzweiß gezeichnet wurde, waren der Trickfilmregisseur Roland Töpfer und der Werbefachmann Theo Breidenbach.
Kurz vor Brunos Erfindung verkörperte ein Mensch das HB-Männchen. Es wurden jedoch nur wenige Spots dieser Art produziert. Ebenfalls nur kurze Zeit wurde ein gezeichnetes, bebrilltes Männchen vom Typ „Manager des Wirtschaftswunders“ gezeigt. Man suchte eine Figur, die extreme Hektik ausstrahlen sollte. Schließlich kam man auf das Männchen, das später als Bruno bekannt geworden ist. In Brunos Anfangszeiten ging er noch nicht in die Luft, sondern platzte vor Wut.
Der Ausdruck „HB-Männchen“ bzw. „in die Luft gehen wie ein HB-Männchen“ wurde für das Verhalten eines aufbrausenden, leicht erregbaren Menschen sprichwörtlich.
Die insgesamt mehr als 400 Filme mit dem HB-Männchen sind heute unter Sammlern begehrt und auf Videokassette, CD und DVD erhältlich.

## DVD
- Roland Töpfer, Das HB-Männchen in seinen besten Spots, DVD 99 min, Tacker Film